# دينوتيفوران
دينوتيفوران هو مركب كيميائي يُستخدم كمبيد حشري ينتمي إلى فئة النيونيكوتينويد.
طررت شركة ميتسوي للكيماويات مركب الدينوتيفوران للسيطرة على الآفات الحشرية مثل حشرات المن، والذباب الأبيض، والتربس، وقفازات الأوراق، وثقابات الأوراق، وعديمات الخصر، والحراقات، والجعليات، والعناجيات، والسوسينات، والبقيات الدقيقة، والخنافس، والصراصير الموجودة على الخضروات الورقية، وفي المباني السكنية والتجارية، ولإدارة الأعشابب المهنية.

## آلية العمل
تتضمن آلية عمل مركب الدينوتيفوران تعطيل الجهاز العصبي المركزي للحشرة عن طريق تثبيط مستقبلات الأستيل كولين النيكوتين. 

## الاستخدامات
لا ينبغي أن يُستخدم مركب الدينوتيفوران أثناء موسم الإزهار لتجنب إيذاء الحشرات النافعة غير المستهدفة مثل النحل.
يُستخدم مركب الدينوتيفوران أيضًا في الطب البيطري كعلاج وقائي للكلاب من البراغيث والقراد، وكوقاية للقطط من البراغيث. ويُستخدم أحيانًا مع البيربروكسيفين أو البيرميثرين.
كما أظهرت بعض الدراسات الجديدة أن مبيد الدينوتيفوران فعال في السيطرة على ذبابة الفانوس المرقطة الغازية، والتي وجدت لأول مرة في مقاطعة بيركس بولاية بنسلفانيا في الولايات المتحدة الأمريكية في عام 2014.

## الوضع القانوني
فرضت ولاية أوريغون الأمريكية في يوليو 2013 قيودًا مؤقتة على استخدام الدينوتيفوران في انتظار نتائج التحقيق في قتله لأعدادة كبيرة من النحل.